# ムコノ県

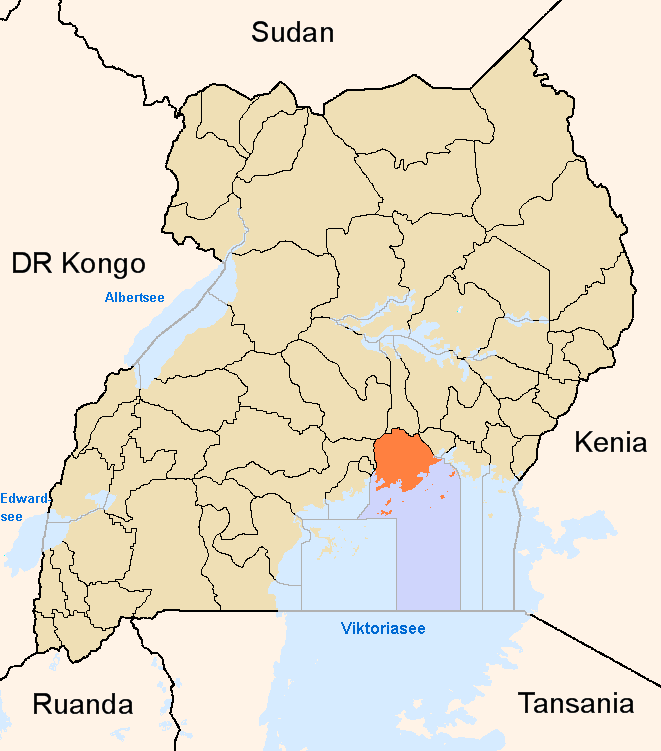
ムコノ県と2001年から2005年の県境

ムコノ県 (ムコノけん、Mukono District) はウガンダ南部、ブガンダ東部の県。カンパラの東に位置し早くからブガンダに支配されたキャグウェ (Kyagwe) と呼ばれる地域で、1979年にキャグウェ県からムコノ県に改名された。2000年には北部がカユンガ県に分割された。北西部にセジブワ川、北東に白ナイル川が流れ、南はヴィクトリア湖北部である。面積は 11,764 km²で、北部にナキフマ郡、西部にムコノ郡、東部にブイクウェ郡、南東にブヴマ諸島の4郡が置かれ、ムコノ、ンジェル、ルガジ、ナゴジェの4TCを含めナキフマに6、ムコノに7、ブイクウェに11、ブヴマに4の計28の副郡、145の教区が置かれている。2002年の国勢調査人口は 795,393 人、2007年度の概算人口は 807,923 人。知事に相当する第5地域議会 (LC5) 議長はフランシス・ルコーヤ・ムコーメ。ンジェルのナイル対岸にジンジャがあり、カンパラからジンジャへ東西に幹線道が走る。

## 隣接する県
西にカンパラ県、ワキソ県、北西にルウェロ県、南西に領水でカランガラ県、東にブソガのジンジャ県、南東に領水でマユゲ県、南にタンザニアのマラ州と接する。